# Керен (Нагірний Карабах)
Керен (вірм. Կերեն) / Карагель (азерб. Qaragöl) — село в Нагірному Карабасі, де-факто в Кашатазькому районі Нагірно-Карабаської Республіки, де-юре в Зангеланському районі Азербайджану.
Село розміщене на правому березі річки Вохчі, за 11 км на північний захід від міста Ковсакан та за 17 км на південний схід від міста Капан. Через село проходить недіюча залізниця Міджнаван — Ковсакан — Капан.